# Otto Johansson
Ernst Otto Evald Johansson, född 4 mars 1890 i Västervik, Kalmar län, död 30 december 1924 i Stockholm, var en svensk målare, tecknare och grafiker.
Han var son till bryggaren J.F. Johansson och hans hustru Johanna Andersson. Efter avslutad skolgång i Västervik arbetade han en tid som stensättare. Johansson studerade vid Konsthögskolan 1920-1923 och vid Berghs målarskola i Stockholm. Under utbildningstiden försörjde han sig som dekorationsmålare och illustratör i olika skämttidningar. Tack vare Anders Zorns bemedling kunde han genomföra en studieresa till Spanien. Han medverkade i samlingsutställningar med Sveriges allmänna konstförening och medverkade i Smålandskonstnärers utställning i Nässjö 1922. Han var som tecknare en talang och återgav främst stadsmiljöer och folktyper men framlevde de sista åren av sitt liv i misär. Johansson är representerad vid Moderna museet i Stockholm och Kalmar konstmuseum.